# Katrin Himmler
Katrin Himmler, född 1967 i Dinslaken, är en tysk författare och statsvetare. Hennes farfar, Ernst Hermann Himmler, var bror till Heinrich Himmler, Reichsführer-SS och chef för den tyska polisen i Tredje Riket. Hon publicerade 2005 boken Die Brüder Himmler. Eine deutsche Familiengeschichte.